# 飲茶TERRACE 桃菜

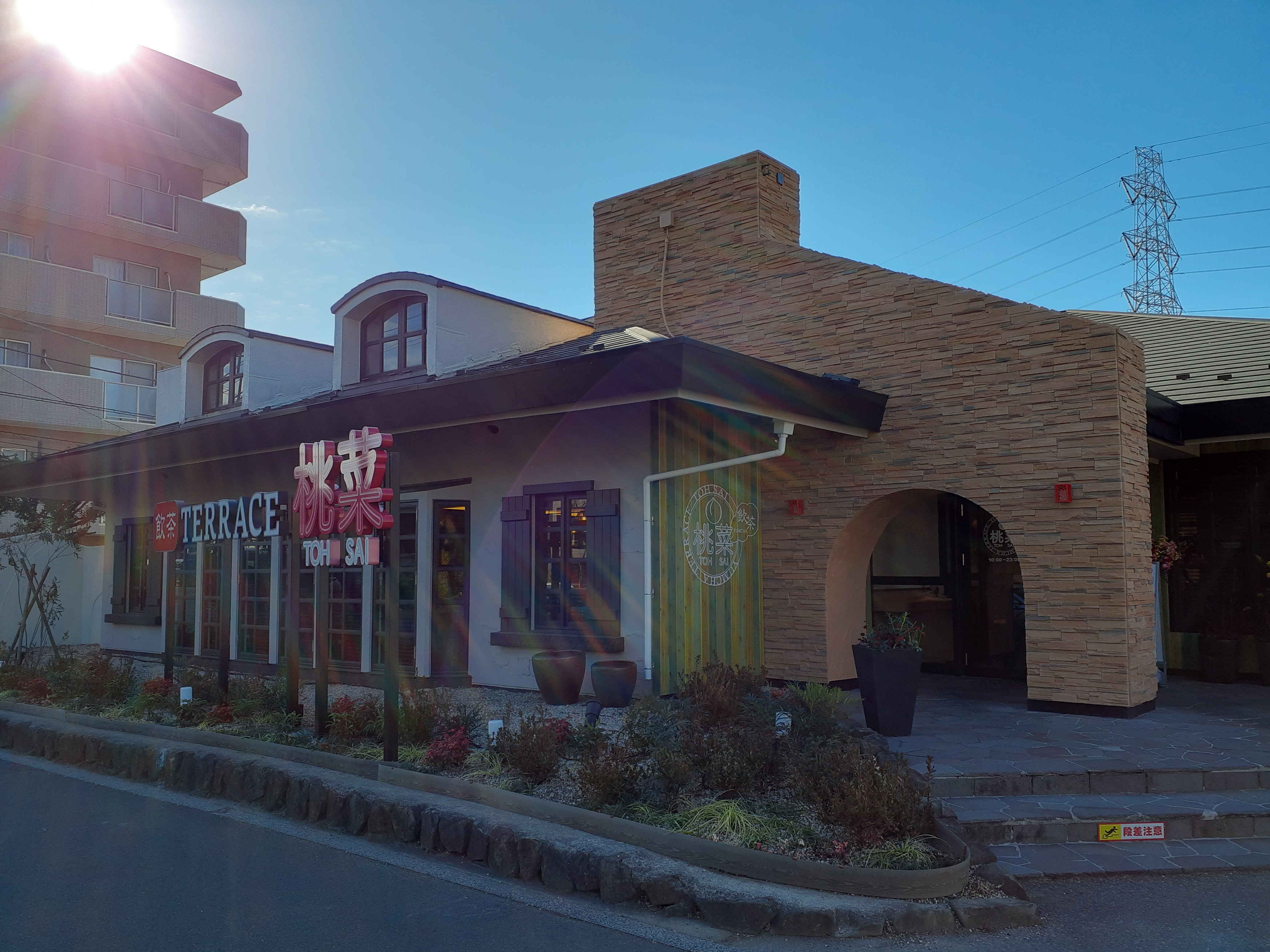
桃菜・鶴川店（1号店、東京都町田市）

飲茶TERRACE 桃菜（Yumcha Terrace Toh-Sai）は、すかいらーくグループ傘下の事業子会社である株式会社すかいらーくレストランツが運営する中華料理のファミリーレストランチェーンである。

## 沿革
桃菜は中国茶と点心を楽しむ飲茶を提供するレストランとして、2023年2月1日、東京都町田市に1号店をオープンした。当地は中華料理レストランのバーミヤン1号店跡地で、元の建物を改修してのオープンであった。2022年に首都圏のバーミヤン15店舗で実施された「飲茶食べ放題」が好評であったことにより、新業態としての採用が決定されたという経緯がある。なお、鶴川店（1号店）は2025年7月6日をもって閉店の後、跡地には「イタリアンリゾートレストラン ペルティカ」が開店。

## ギャラリー

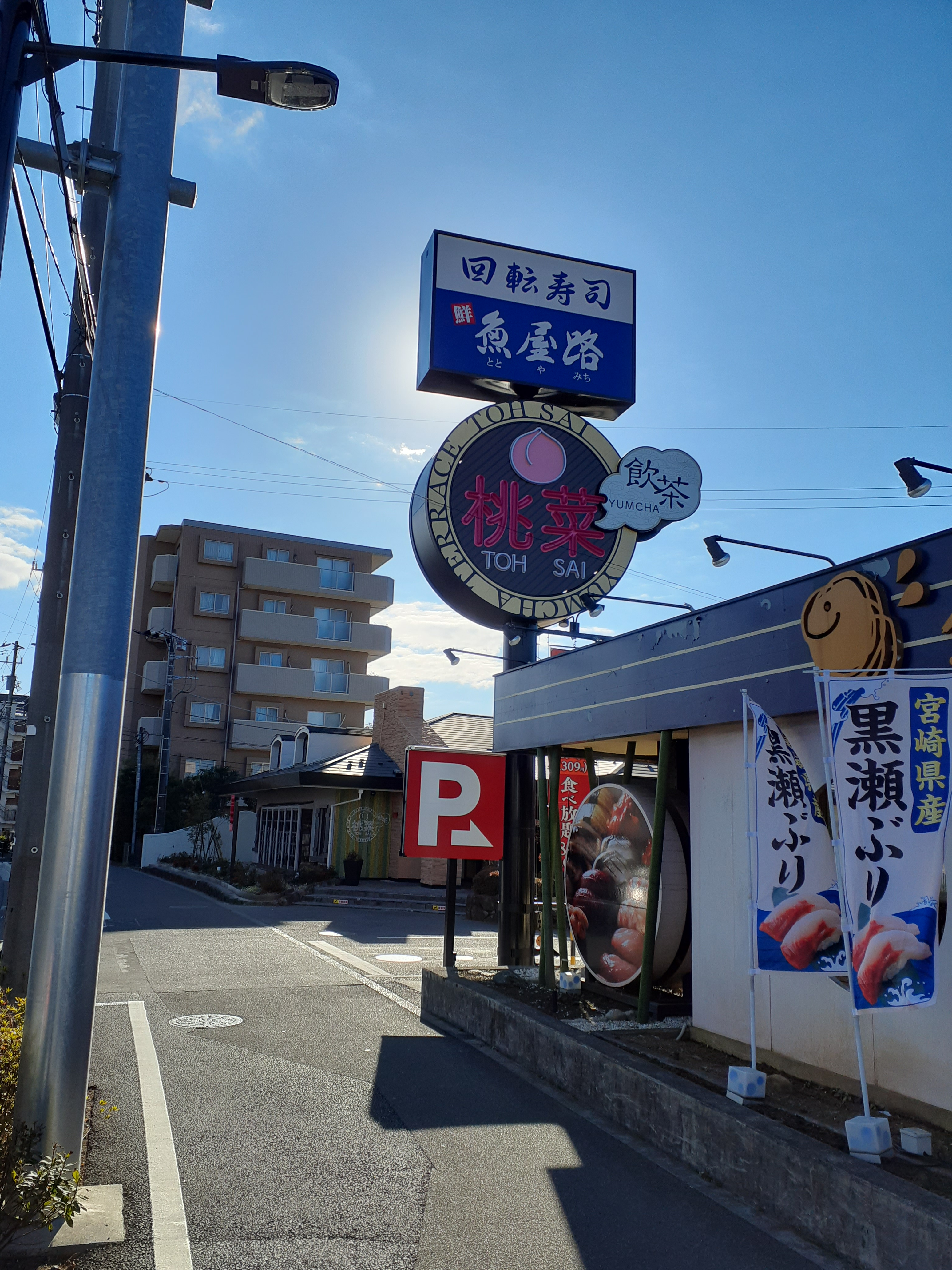
ロゴマークに桃が採用されるのはバーミヤンと同様である。同じすかいらーくが運営する寿司レストラン「魚屋路」が隣接する。
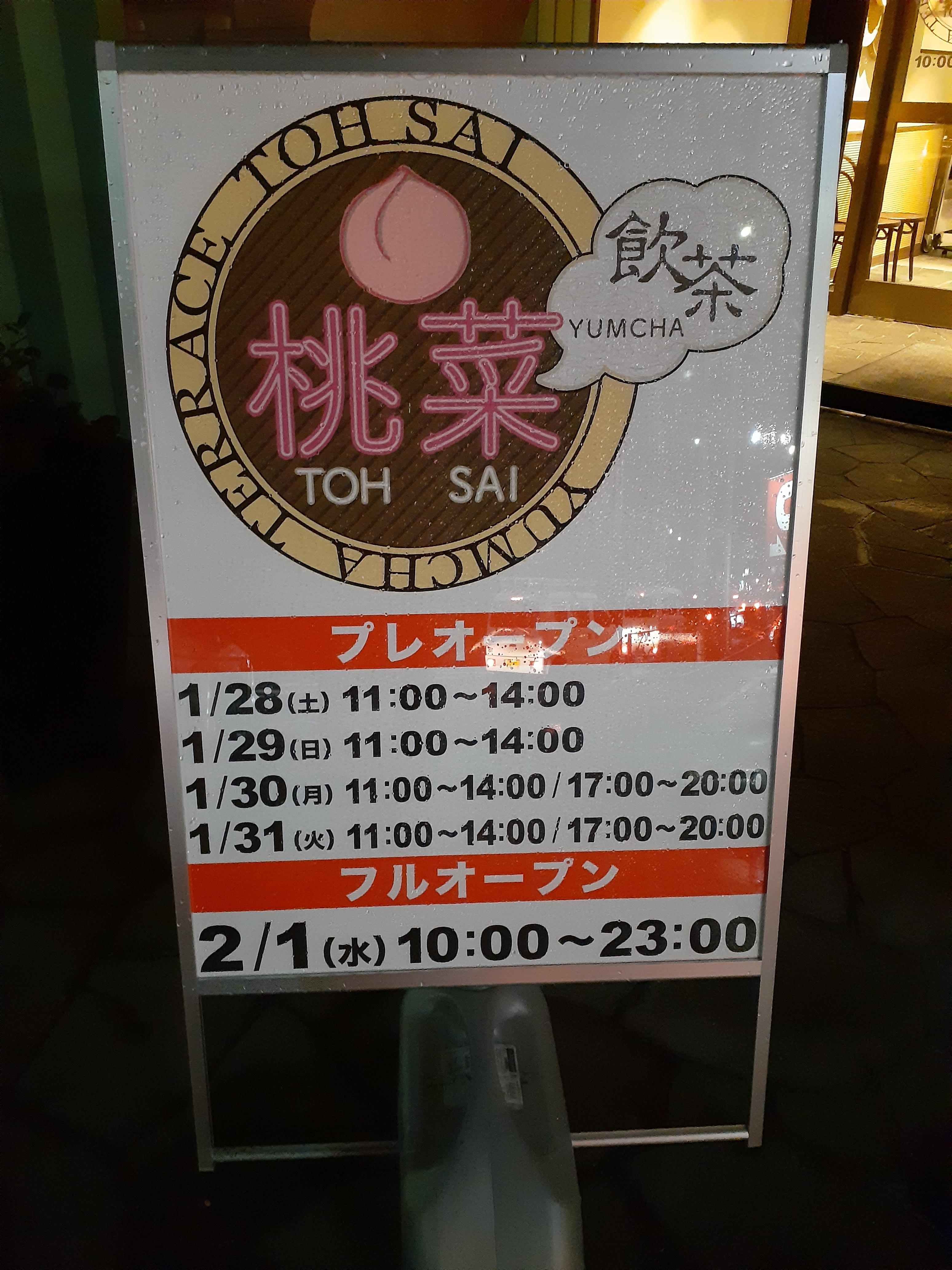
2023年2月1日のフルオープンに先駆けて、1月28日からプレオープンがなされていた。
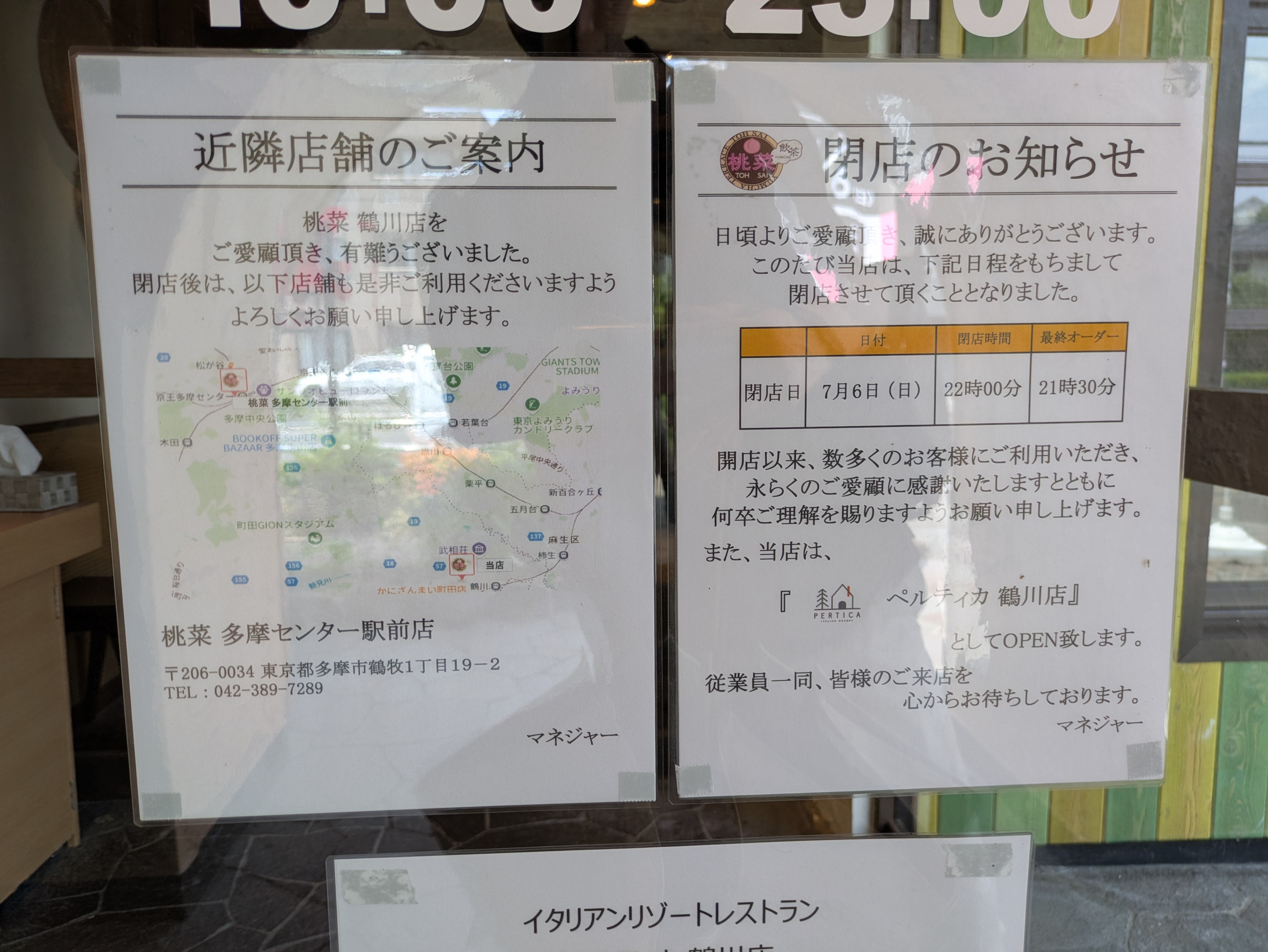
入口のガラス戸に貼られた桃菜・鶴川店閉店の告知
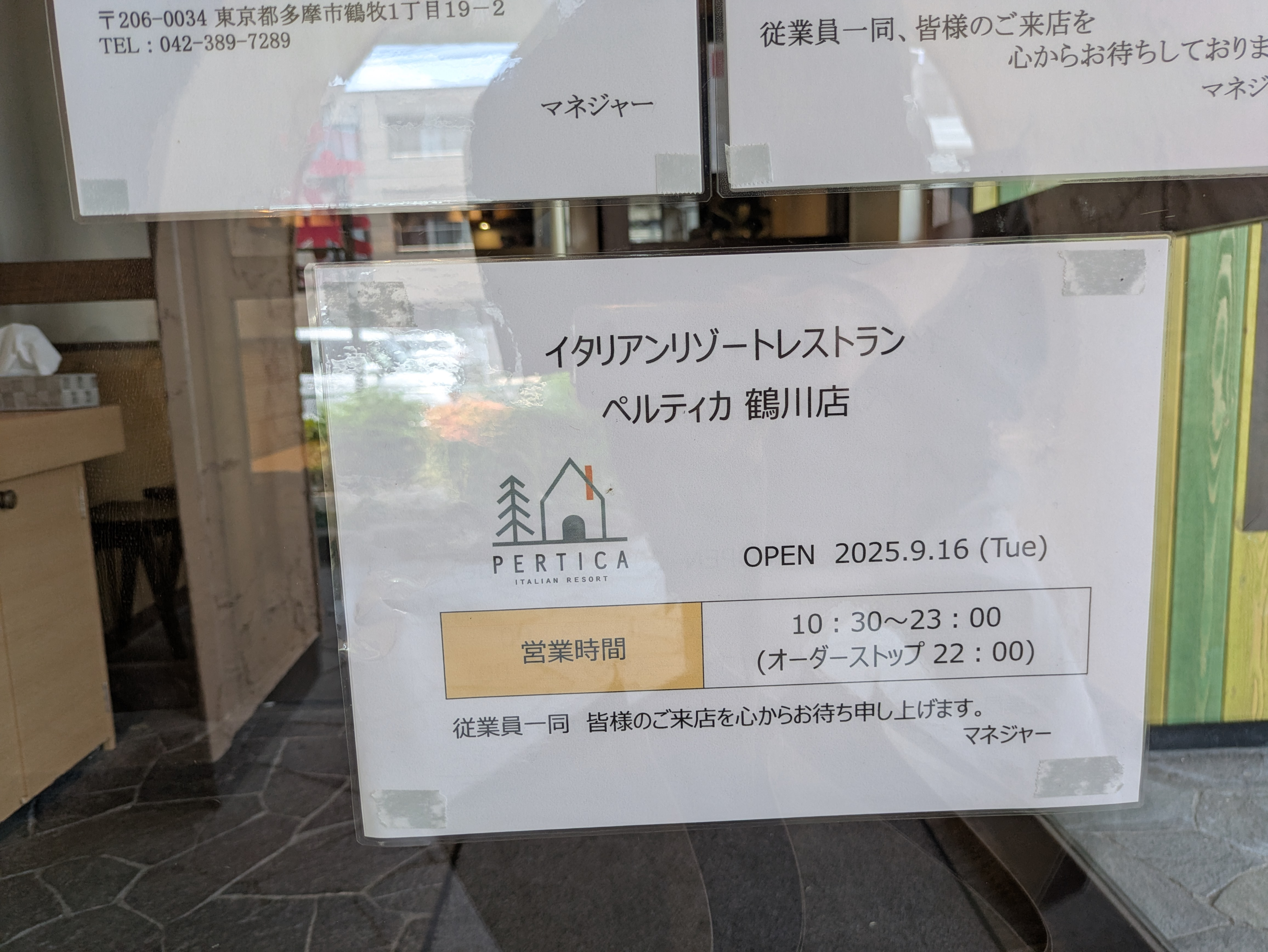
イタリアンリゾートレストラン ペルティカ・鶴川店が2025年9月16日に開店予定の告知